# Délirium Café

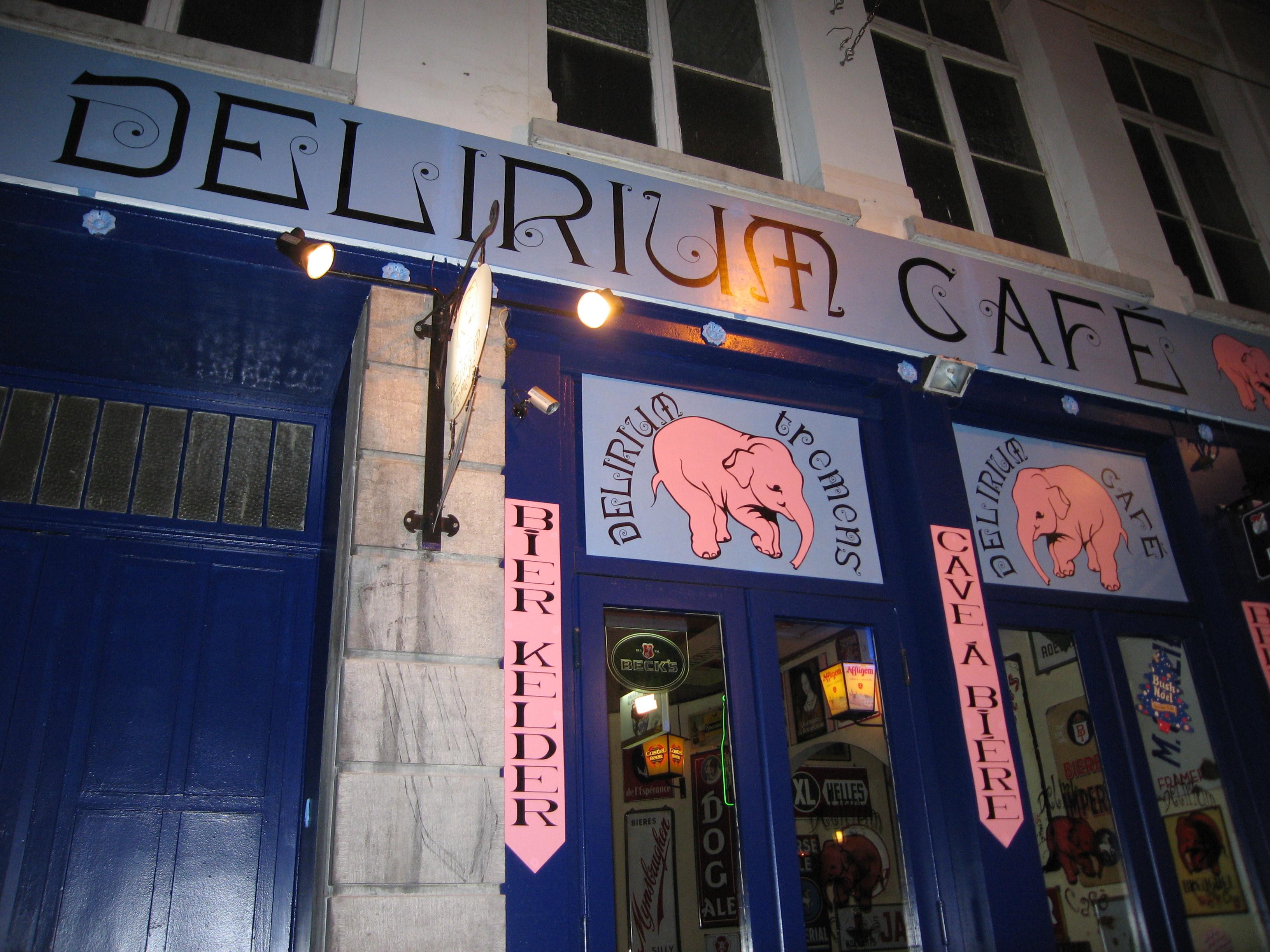
Außenansicht der Bar

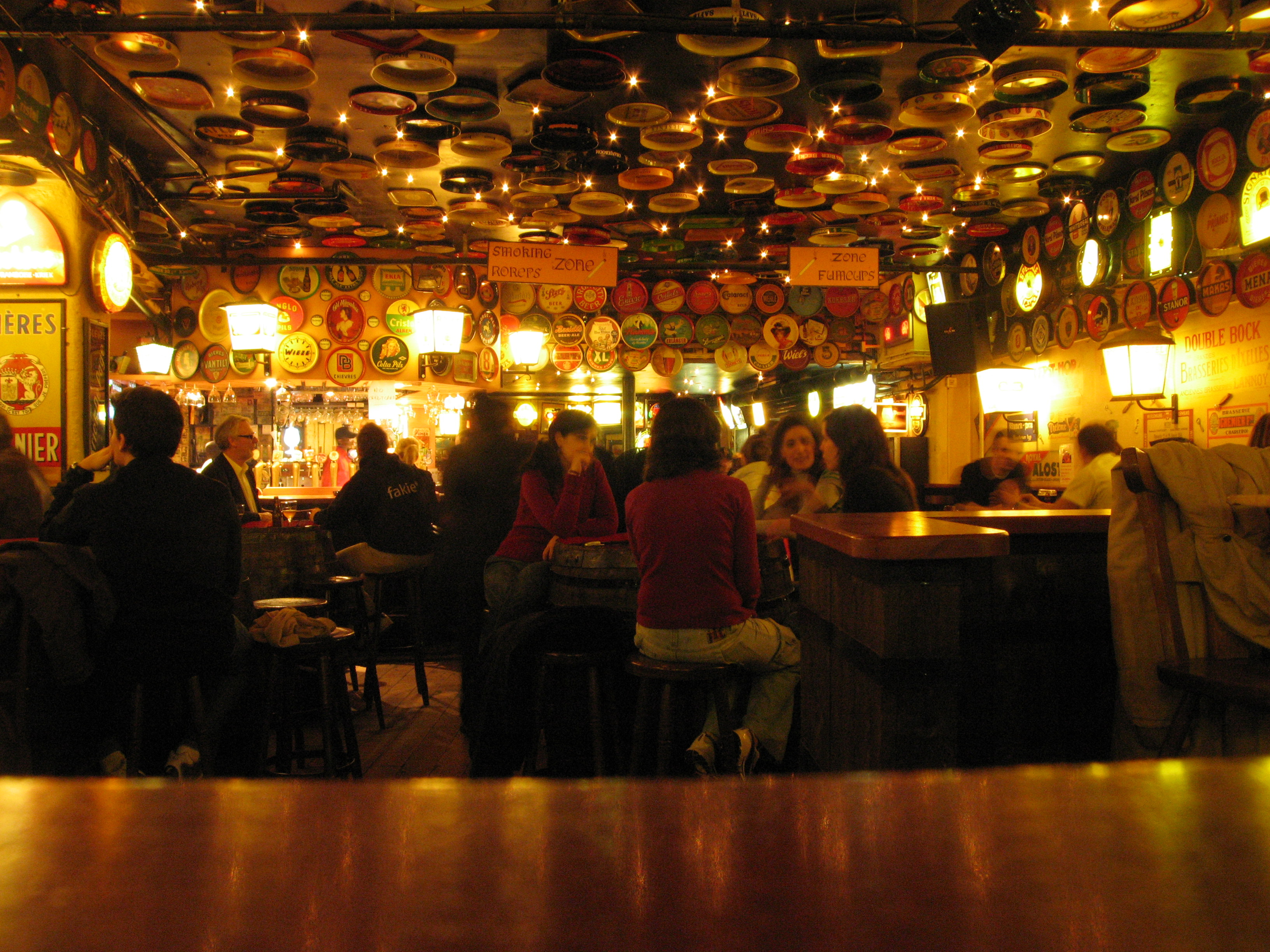
Innenbereich

Das Délirium Café in Brüssel ist eine Bar, die aufgrund ihres extrem vielfältigen Bierangebots in das Guinness-Buch der Rekorde aufgenommen wurde.

## Namensgebung
Der Name entstammt dem Flaggschiff der belgischen Privatbrauerei Huyghe in Melle, dem Starkbier Delirium tremens.

## Besonderheiten
Am 9. Januar 2004 wurde die Bar in das Guinness-Buch der Rekorde eingetragen. Am Stichtag waren 2004 Biere im Angebot, was einen Weltrekord in der Kategorie Größte Auswahl kommerziell verfügbarer Biere bedeutete. 2014 wurden mehr als 2400 Biersorten aus mehr als 60 Ländern angeboten. Zwischenzeitlich waren 3162 Biere verfügbar – davon etwa dreißig vom Fass – womit sich das Délirium Café 2013 erneut für den Weltrekord im Guinness-Buch bewarb.

## Lage
Das Délirium Café befindet sich im Getrouwheidsgang (Impasse de la Fidélité) in der Nähe des Großen Markts, gegenüber von Jeanneke Pis. Es ist in einem Gebäude aus dem 17. Jahrhundert untergebracht. Dem Stammhaus Délirium Café sind in Brüssel noch mehrere weitere Bars unter der Gesamtbezeichnung Delirium Village angeschlossen.

## Verbreitung

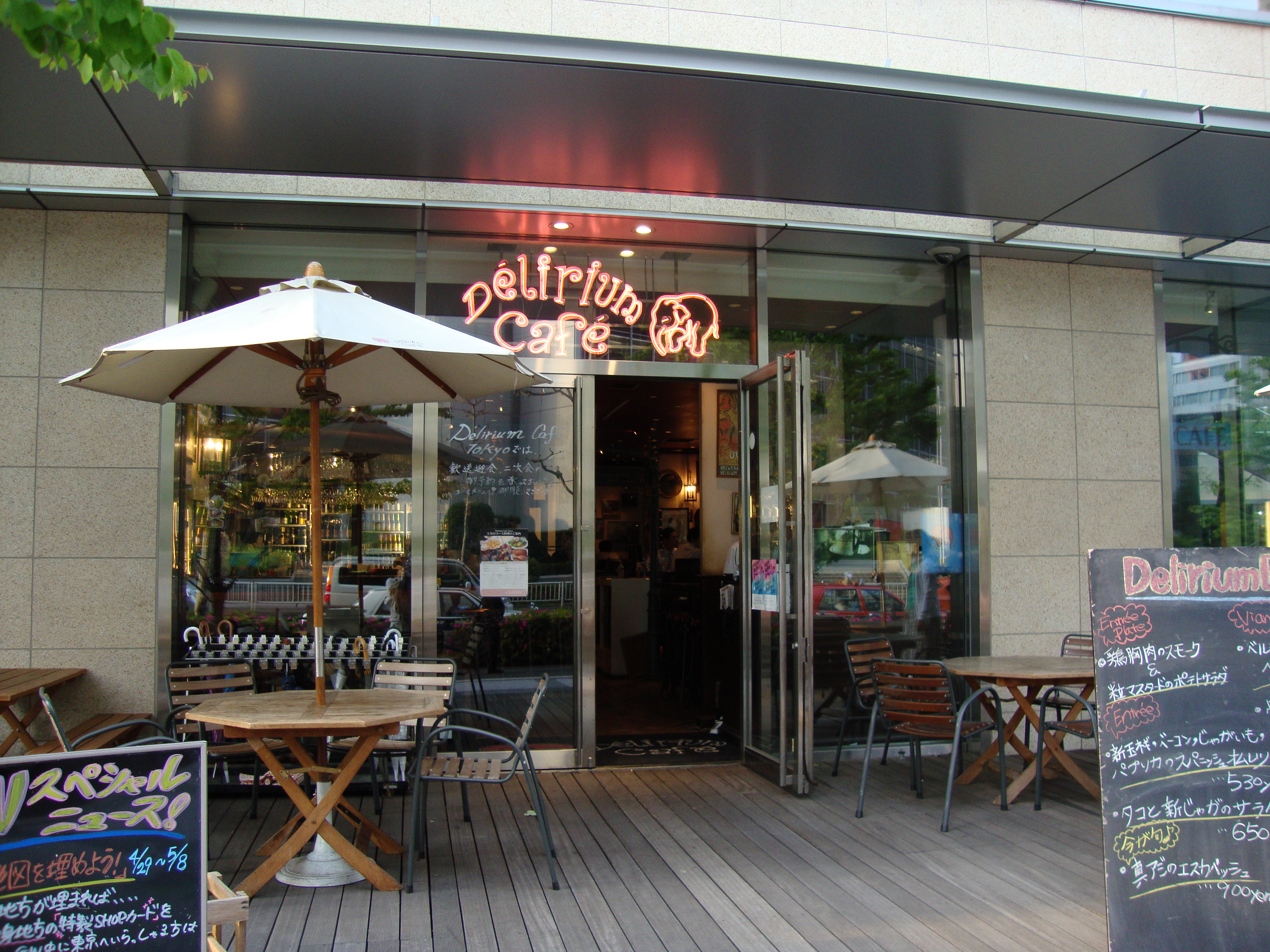
Délirium Café in Tokio

Délirium-Cafés gibt es im Rahmen eines Franchisesystems mittlerweile auch in Amsterdam, Köln, Rouen, Nantes, Orléans, Rio de Janeiro, Tokio, Clermont-Ferrand, Kuala Lumpur, Bergamo, Lissabon, Budapest, Straßburg, Wien, Toulouse und auf Ibiza.